# 拉科斯特 (品牌)
拉科斯特（法語：Lacoste）是一間法國的服飾品牌公司，於1933年成立，銷售高價的服飾、鞋子、香水、皮革製品、手錶、眼鏡和最負盛名的Polo衫，最著名的標誌就是其綠色短吻鱷圖樣。

## 公司資料
公司目前由Lacoste家族掌控，而香水的產品則授權給Procter and Gamble。總部位於巴黎，而生產部位在特魯瓦，但已將產品外包給全球的12個國家，包括祕魯、摩洛哥、印尼、羅馬尼亞和義大利。經過兩年在中美洲的地點搜尋，Lacoste在厄瓜多建立專為美國市場的生產線。

## 歷史
勒内·拉科斯特是一位網球選手，在網球界和時尚界相當知名，在他贏得1927年美國網球公開賽冠軍時，就是穿著他設計的白色短袖的輕盈材質上衣，這種上衣可幫助排汗，之後便廣受歡迎。1923年戴維斯盃美國媒體給拉科斯特取了個「短吻鱷」（the Alligator）的綽號，由於短吻鱷在法文裡沒有同源字，他的綽號就改為法文的「le crocodile」，意指他在網球場上不輕易放棄他的獵物。拉科斯特的朋友羅勃·喬治（Robert George）畫給他一隻鱷魚的圖案，他便將這個圖案繡在球衣上，此為鱷魚標誌的由來。
拉科斯特退出網壇後，在1933年與當年法國某紡織業的老闆André Gillier成立了「La Chemise Lacoste」公司，開始生產由拉科斯特設計並帶有鱷魚標誌的網球球衣，此為將品牌名稱展示在衣服外面的先例，除了網球衫外，Lacoste也生產高爾夫球衫和航船衫，1951年起也開始生產白色以外的網球衫。1952年開始外銷至美國，品牌定位為「優秀球員的地位象徵」（the status symbol of the competent sportsman），成為了上流人士的運動服飾首選。

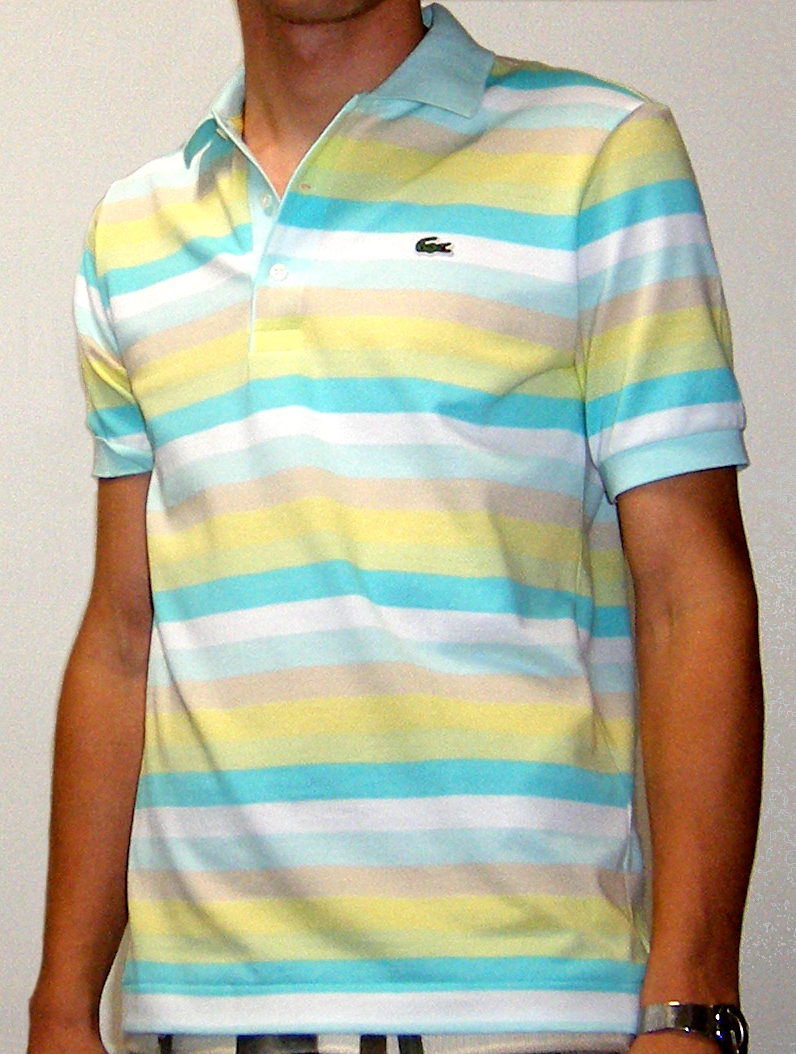
2006年系列的Lacoste網球衫

1963年，貝爾納·拉科斯特（Bernard Lacoste）自父親手中接下公司的管理工作，業績蒸蒸日上，在他成為總裁時，一年可賣掉30萬件的Lacoste產品。1970年代晚期，Lacoste在美國大受歡迎，成為富家子弟衣櫃的必備服飾。此外，Lacoste也開始生產短褲、香水、眼鏡和太陽眼鏡、網球鞋、甲板鞋、走路鞋、手錶和多種皮革產品。
由於Izod和Lacoste在1950年代有合作的關係，兩個品牌名稱在1970和1980年代經常互換，Izod在Lacoste的授權下生產「Izod Lacoste」，為美國線的供應商，不過，此合作關係在1993年畫下句點，之後由Lacoste自行生產販賣。1977年，服飾公司Le Tigre Clothing成立，為了與Lacoste的美國市場競爭，販賣與Lacoste同樣款式的服飾，只是將鱷魚圖案換成老虎。
近年來，法國設計師Christophe Lemaire為Lacoste設計了摩登且高價位的服飾，使得Lacoste的歡迎度再度竄升。2005年，Lacoste在全球超過110個國家裡就賣出了高達5千萬件的服飾，其顯著性高的原因在於它找了年輕的網球選手來代言，如美國球星安迪·羅迪克和法國新秀里夏爾·加斯凱。此外，Lacoste也積極打入高爾夫球界，二次美國名人賽冠軍得主何塞·玛利亚·奥拉萨巴尔和蘇格蘭選手柯林·蒙哥馬利就是穿Lacoste的球衣比賽。
2005年初，貝爾納·拉科斯特的健康變得相當不佳，使得他將總裁的職位轉給弟弟兼事業夥伴麥克·拉科斯特（Michel Lacoste），後於2006年3月21日在巴黎辭世。
2006年，Lacoste將品牌授權給不同的公司，如Devanlay擁有服飾生產權，Pentland Brands有鞋類生產權，宝洁有香水生產權，Cemalac有提袋和皮革製品的生產權。
2017年,喬科維奇在法網期間穿著法國品牌Lacoste，正式宣布成為Lacoste的代言人。也成為Lacoste近幾年簽下的網壇最大牌的球星。
2018年，Lacoste與Beams推出聯乘系列，當中的單品包括帽子、運動外套、褲子、長袖網球衣與衛衣，當中亦用上了燈芯絨面料。

## 品牌之爭
Lacoste曾和香港品牌鱷魚恤有長達許久的品牌商標之爭，Lacoste的鱷魚面向右邊，鱷魚恤的則是向左，容易造成消費者混淆，但是Lacoste於香港的代理權於1980年由鱷魚恤取得。2003年，鱷魚恤在中國贏得商標權，之後同意更換商標，改為尾巴較垂直、鱗片較多的金色鱷魚標誌。

## 品牌零售商

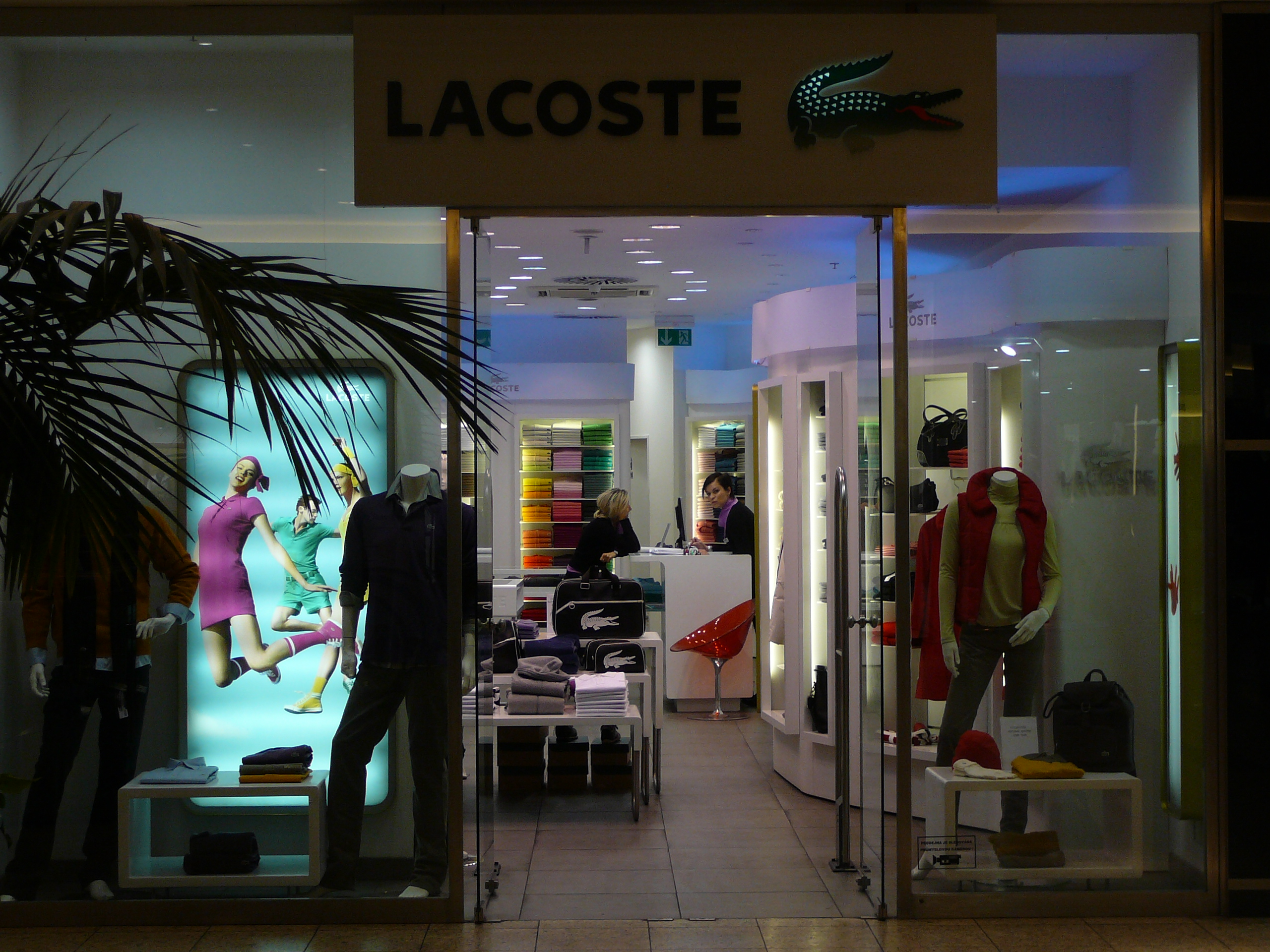
捷克共和国布尔诺的拉科斯特商店。

Lacoste在全球設立了許多精品店，有些設在知名百貨公司裡，有些則為獨立的店面。
2007年六月，Lacoste的線上商店開辦，美國的消費者可利用網路購買，商品會直接送貨到家。線上商店提供實體商店買不到的尺寸和選擇，也提供不錯的折扣。

## 另見
- 鱷魚恤

## 外部連結
- Lacoste官方網站 （页面存档备份，存于）
- 拉科斯特的Instagram帳戶
- 拉科斯特的Facebook專頁
- YouTube上的拉科斯特頻道
- 拉科斯特的X（前Twitter）